# Das große Buch
Das große Buch (russisch Большая книга) ist mit insgesamt 5,5 Millionen Rubel (135.000 Euro) Preisgeld der größte russische Literaturpreis und nach dem Literatur-Nobelpreis der zweitgrößte Literaturpreis der Welt. Seit 2006 wird er jährlich für die drei besten russischsprachigen Werke verliehen.
Für den Literaturpreis „Das große Buch“ können Romane, Essays, Geschichten ebenso nominiert werden wie Sachbücher, Biografien und Memoiren.

## Jury
Der jährlich verliehene Preis „Das große Buch“ wurde initiiert von offiziellen, halbstaatlichen oder staatlichen Institutionen wie den Ministerien für Medien und Kultur, dem staatlichen Fernsehen und Gazprom-Media oder dem Verlag der Komsomolskaja Prawda. Ausgerichtet wird er vom Zentrum der nationalen Literatur.
Aus bis zu 1.000 eingereichten Werken stellen 20 Experten zuerst eine Long-, dann die Short-List zusammen. Aus dieser Short-List wählen die knapp 100 Mitglieder der Jury, die sich „Literaturakademie“ nennt, jährlich drei Gewinner aus.

## Preisgeld
Das Preisgeld beträgt insgesamt 5,5 Millionen Rubel (135.000 Euro): 3 Millionen Rubel für den ersten Preis, 1,5 Millionen Rubel für den zweiten und 1 Mio. Rubel für den dritten Preis.
Finanziert wird der Literaturpreis durch russische Unternehmen und Unternehmensverbände.

## Preisträger

### 2006
Long-List von 71 Werken, Short-List mit 15 Finalisten.
1. Dmitri Bykow, Biografie Boris Pasternak
2. Alexander Kabakow, Roman Vsyo popravimo
3. Michail Schischkin, Roman Das Venushaar

### 2007
Long-List von 45 Werken, Short-List mit 12 Finalisten.
1. Ljudmila Ulizkaja, Roman Daniel Stein, Übersetzer
2. Alexej Warlamow, Biografie Alexej Tolstoi
3. Dina Rubina, Roman Auf der Sonnenseite der Straße

### 2008
Long-List von 45 Werken, Short-List mit 10 Finalisten.
1. Wladimir Makanin, Roman Asan
2. Ljudmila Saraskina, Biografie Solschenizyn
3. Rustam Rakhmatullin, Essays Zwei aus Moskau oder die Metaphysik des Kapitals

### 2009
Long-List von 48 Werken, Short-List mit 13 Finalisten.
1. Leonid Jusefowitsch, Roman Kraniche und Zwerge
2. Alexander Terechow, Roman Steinerne Brücke
3. Leonid Zorin, Skverny globus

### 2010
Long-List von 49 Werken, Short-List mit 14 Finalisten.
1. Paul Basinsky, Leo Tolstoi. Escape from Paradise
2. Alexander Ilitschewski, Roman Der Perser
3. Wiktor Pelewin, Roman t

### 2011
Long-List von 40 Werken, Short-List mit 10 Finalisten.
1. Michail Schischkin, Roman Briefsteller
2. Wladimir Sorokin, Roman Der Schneesturm
3. Dmitri Bykow, Roman Ostromov

### 2012
Short-List mit 14 Finalisten.
1. Daniil Granin, Roman Mein Leutnant
2. Alexander Kabakow und Jewgeni Popow, Roman Aksjonow
3. Marina Stepnowa, Roman Die Frauen des Lazarus

### 2013
Long-List von 36 Werken.
1. Jewgeni Wodolaskin, Roman Laurus
2. Sergej Beljakow, Gumilyov syn Gumilyova
3. Juri Buida, Roman Vor, shpion i ubiytsa

### 2014
1. Sachar Prilepin, Roman Heimstatt
2. Wladimir Sorokin, Roman Telluria
3. Wladimir Scharow, Roman Rückkehr nach Ägypten

2014 erhielt Swetlana Alexijewitsch für Secondhand-Zeit einen Publikumspreis.

### 2015
1. Gusel Jachina, Roman Suleika öffnet die Augen
2. Waleri Solotuchi, Roman Swetschka (Die Kerze)
3. Roman Sentschin, Roman Sona Satoplenija (Die Überflutungszone)

Die Publikumspreise des Wettbewerbs gingen ebenfalls an Jachina und Solotuchi.

### 2016
1. Leonid Jusefowitsch, Roman Zimniaia doroga
2. Jewgeni Wodolaskin, Roman Luftgänger
3. Ljudmila Ulizkaja, Roman Jakobsleiter

### 2017
1. Lev Danilkin, Lenin. Pantokrator solnechnyh pylinok
2. Sergei Schargunow, Katayev. Pogonya za vechnoy vesnoy
3. Shamil Idiatullin, Roman Gorod Brezhnev

### 2018
1. Marija Stepanowa, Roman Nach dem Gedächtnis
2. Alexander Archangelski, Roman Bjuro prowerki
3. Dmitri Bykow, Roman Juni